# Sun in Her Eyes
Sun in Her Eyes is een nummer van de Belgische zanger Tom Helsen uit 2007. Het is de eerste single van zijn tweede studioalbum Hilitie Hotel.
In 2004 zei Helsen: "Vroeg of laat maak ik een liedje dat helemaal raak is". Drie jaar later was dat liedje een feit. "Sun in Her Eyes" werd namelijk een hit in Vlaanderen. Het haalde de 12e positie in de Vlaamse Ultratop 50. In Nederland moest het nummer het in 2007 de eerste instantie met een 17e positie in de Tipparade doen, maar in 2010 werd het nummer in Nederland herontdekt omdat het gebruikt werd in een reclame voor Spa Citron. Hierdoor haalde het toen de 22e positie in de Nederlandse Top 40.